# Largo da Prainha
El Largo de São Francisco da Prainha, popularmente conocido como Largo da Prainha, es un espacio público ubicado en el barrio de Saúde, en la zona central de la ciudad de Río de Janeiro, Brasil. Se extiende en la rúa Sacadura Cabral, a los pies del Morro da Conceição.
Antes de la construcción del Puerto de Río de Janeiro, en el lugar se encontraba una pequeña playa a la que llamaban Prainha, que se extendía hasta donde hoy es la Plaza Mauá. Debido a las sucesivas áreas de terreno ganadas al mar en la zona, la playa desapareció.
El largo recibió su nombre por estar situación cerca a la iglesia de São Francisco da Prainha, erguida en 1696 por orden del padre Francisco da Motta. De estilo barroco jesuita, la iglesia fue legada por testamento a la Orden Tercera de São Francisco da Penitência, hoy Orden Franciscana Seglar, en el año de 1704.

## Puntos de interés
Los siguientes puntos de interés se sitúan en las cercanías del Largo de São Francisco da Prainha:
- Edificio sede de Lojas Americanas
- Iglesia de São Francisco da Prainha
- Angu do Gomes
- Casa Porto
- Edificio Comercial Bulldog